# Humphreyia strangei
Humphreyia strangei is een tweekleppigensoort uit de familie van de Penicillidae. De wetenschappelijke naam van de soort is voor het eerst geldig gepubliceerd in 1852 door A. Adams.